# فرانوسورس
فرانوسورس (بالإنجليزية: Varanosaurus)‏ هو جنس منقرض من سينابسيد بليكوصور، عاش في أواخر العصر الكربوني وبدايات العصر البرمي بين حوالي 320 حتى قبل 258 مليون سنة، وقبل فترة طويلة من وجود الديناصورات، ومن أنواع فصيلة البليكوصور وهو زاحف شبه لبون وليس ديناصور، ويبدو مثل السحالي المعاصرة المعروفة.

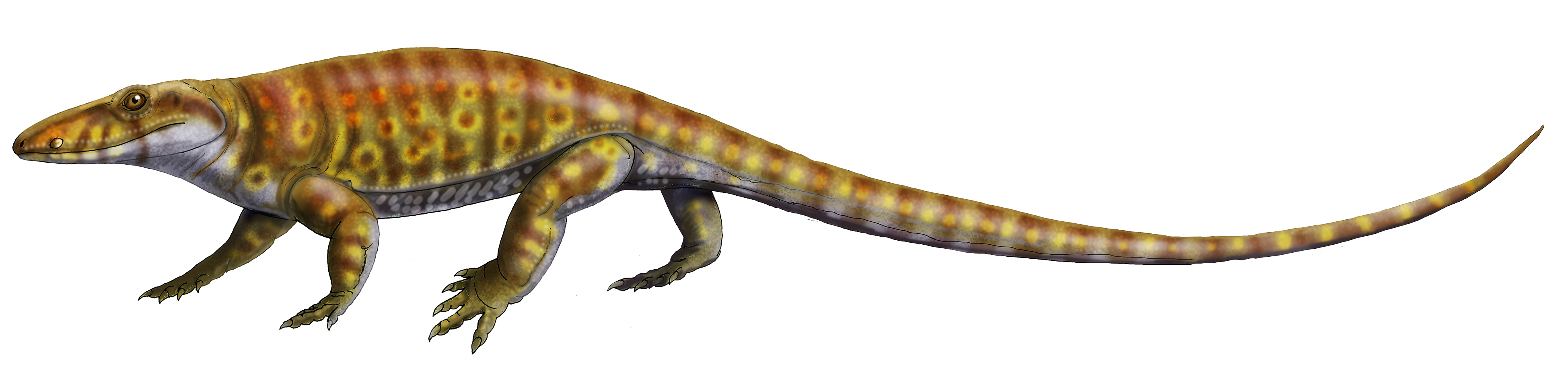
إعادة إنشاء فرانوسورس

بلغ طوله حوالي متر ونصف، له أربعة أرجل وبكل قدم خمسة أصابع، وكان لديه ذيل طويل، جمجمة رأسه ضيقة وعميقة، وفك طويل به العديد من الأسنان الصغيرة المسطحة والمقوسة والحادة، ومن المحتمل أنه آكل للأسماك.